# Murakozer
Međimurjes häst (Murakozer), (kroatiska: Međimurski konj), är en tung hästras av kallblodstyp som utvecklats i Kroatien, från 1870-talet fram till Första världskrigets utbrott 1914. Rasen användes då och används än idag inom jordbruket bland bönderna i Kroatien. 

## Historia
Under slutet av 1800-talet var kallblodshästarna en viktiga del i den ungerska ekonomin eftersom de var ovärderliga i jordbruket som var Ungerns största näring. Norikerhästar från Österrike importerades och blandades med arabiskt fullblod och resultatet blev en ny hästras som uppfödarna kallade Murakozer eller Muraközi. Namnet kom från staden Međimurje vid floden Mur. Den första stammen av dessa Murakozerhästar kallades ibland mur-insulan som betydde just "begränsade till Murregionen". 
Man utvecklade sedan Murakozern genom inkorsning med tyngre percheronhästar från Frankrike och olika former av ardennerhästar för att göra rasen lite större och mer lämpad för jordbruket och plöjning i tung jord . Efterfrågan på rasen ökade efter första världskriget då nya plogar utvecklades. Murakozern utgjorde mer än 20 procent av den ungerska hästpopulationen under 1920-talet. Rasen fortsatte dessutom att öka ända fram till Andra världskriget. Ungern var hårt drabbat av kriget och många hästar dog, speciellt många av de viktigaste avelshästarna. För att föda upp beståndet igen och få nytt avelsmaterial importerade man 59 Ardennerhästar från Belgien och 17 Ardennerhingstar från Frankrike. 
Under mitten av 1900-talet användes hästen mest inom jordbruket men är idag ganska ovanlig efter mekaniseringen av jordbruken. Under 1960-talet försökte man förbättra hästarna något och ändra dem för att passa andra användningsområden. Man korsade Murakozhästarna med bland annat Fjordhästar, Haflinger och Huculponnyer. Detta visade sig fungera väldigt bra och gav folket en ny, lättare typ av häst som var mer lämplig till ridning. Dock används Murakozern fortfarande som jordbrukshäst på sina håll och även som drag- eller körhäst. 

## Egenskaper
Murakozern är en ganska speciell kallblodshäst, mycket på grund av det arabiska inflytandet. Rasen används än idag inom jordbruket av bönderna men den har en elegans som påminner om ungrarnas intresse för orientaliska och lättare hästar. 
I dag finns det även två typer av rasen, en tyngre med en mankhöjd på över 163 centimeter och en lite lättare typ som är snabbare och som används mer till ridning.  
Huvudet är ganska alldagligt med stora ögon och kroppen är kraftig men med slanka ben nästan helt utan hovskägg. Murakozern mognar tidigt och de flesta sätts i arbete redan vid 2-3 års ålder. De har ett lugnt lynne och ett jämnt temperament och är oftast mer effektiva än andra hästar på mindre mängd foder. Detta gör rasen billig i drift vilket var betydande inom jordbruket i Ungern där tekniken inte riktigt nått fram än. Kroppsmassan har dessutom gjort rasen populär på köttmarknaden. Murakozern föds nu upp i samma område som förr men även i Polen och forna Jugoslavien.